# Eumorpha
Eumorpha là một chi bướm đêm thuộc họ Sphingidae. Chi này được tìm thấy chủ yếu ở Bắc Mỹ và Nam Mỹ.

## Các loài
- Eumorpha achemon - (Drury 1773)
- Eumorpha adamsi - (Rothschild & Jordan 1903)
- Eumorpha analis - (Rothschild & Jordan 1903)
- Eumorpha anchemolus - (Cramer 1779)
- Eumorpha capronnieri - (Boisduval 1875)
- Eumorpha cissi - (Schaufuss 1870)
- Eumorpha drucei - (Rothschild & Jordan 1903)
- Eumorpha elisa - (Smyth 1901)
- Eumorpha fasciatus - (Sulzer 1776)
  - Eumorpha fasciatus tupaci - (Kernbach, 1962)
- Eumorpha intermedia - (Clark 1917)
- Eumorpha labruscae - (Linnaeus 1758)
  - Eumorpha labruscae yupanquii - (Kernbach, 1962)
- Eumorpha megaeacus - (Hubner 1816)
- Eumorpha mirificatus - (Grote 1874)
- Eumorpha neubergeri - (Rothschild & Jordan 1903)
- Eumorpha obliquus - (Rothschild & Jordan 1903)
  - Eumorpha obliquus guadelupensis - (Chalumeau & Delplanque, 1974)
  - Eumorpha obliquus orientis - (Daniel, 1949)
- Eumorpha pandorus - (Hubner 1821)
- Eumorpha phorbas - (Cramer 1775)
- Eumorpha satellitia - (Linnaeus 1771)
  - Eumorpha satellitia excessus - (Gehlen, 1926)
  - Eumorpha satellitia licaon - (Cramer, 1775)
  - Eumorpha satellitia posticatus - (Grote, 1865)
- Eumorpha strenua - (Menetries 1857)
- Eumorpha translineatus - (Rothschild 1895)
- Eumorpha triangulum - (Rothschild & Jordan 1903)
- Eumorpha typhon - (Klug 1836)
- Eumorpha vitis - (Linnaeus 1758)
  - Eumorpha vitis fuscatus - (Rothschild & Jordan, 1906)
  - Eumorpha vitis hesperidum - (Kirby, 1880)

## Thư viện ảnh

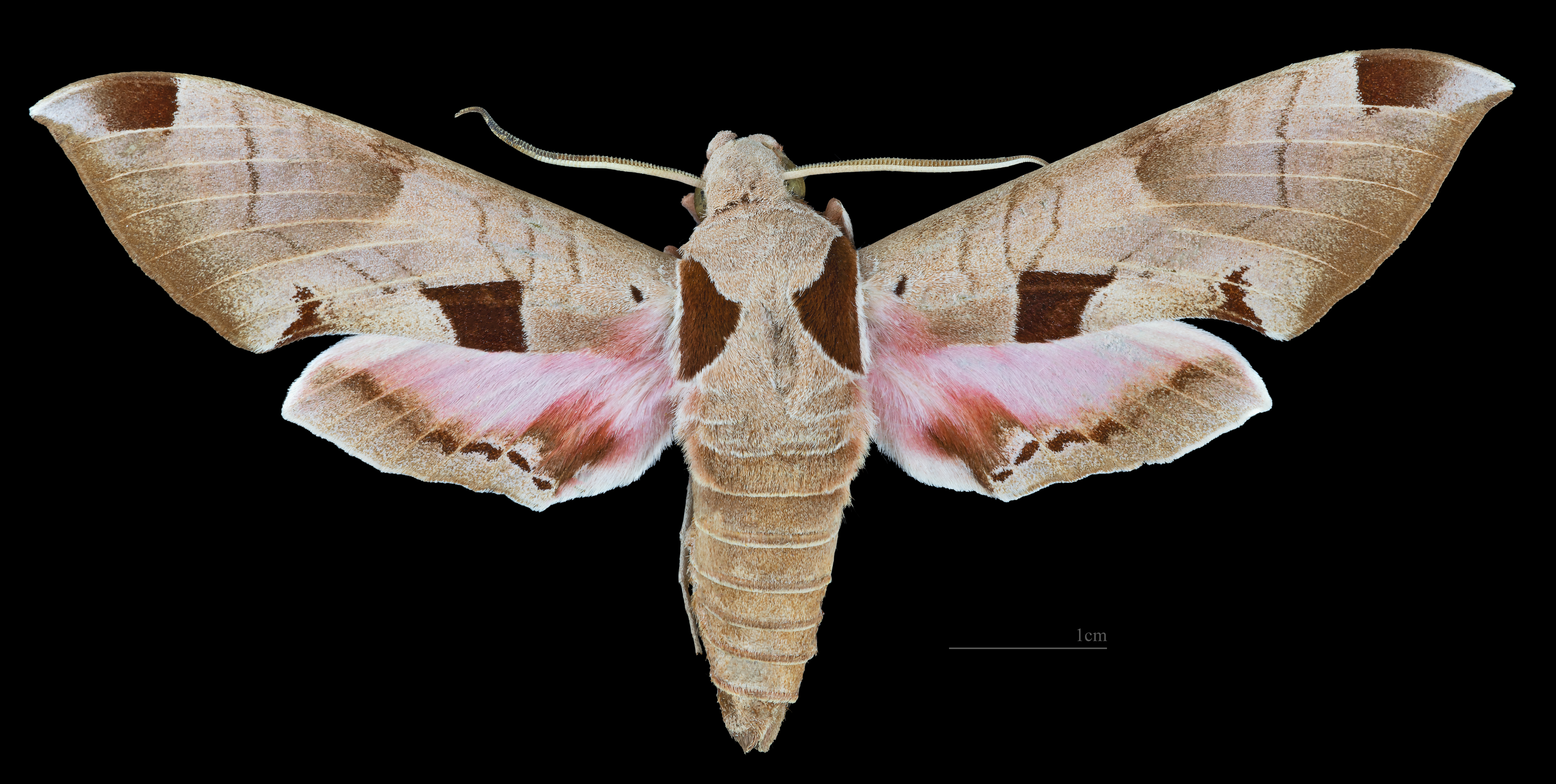
Eumorpha achemon
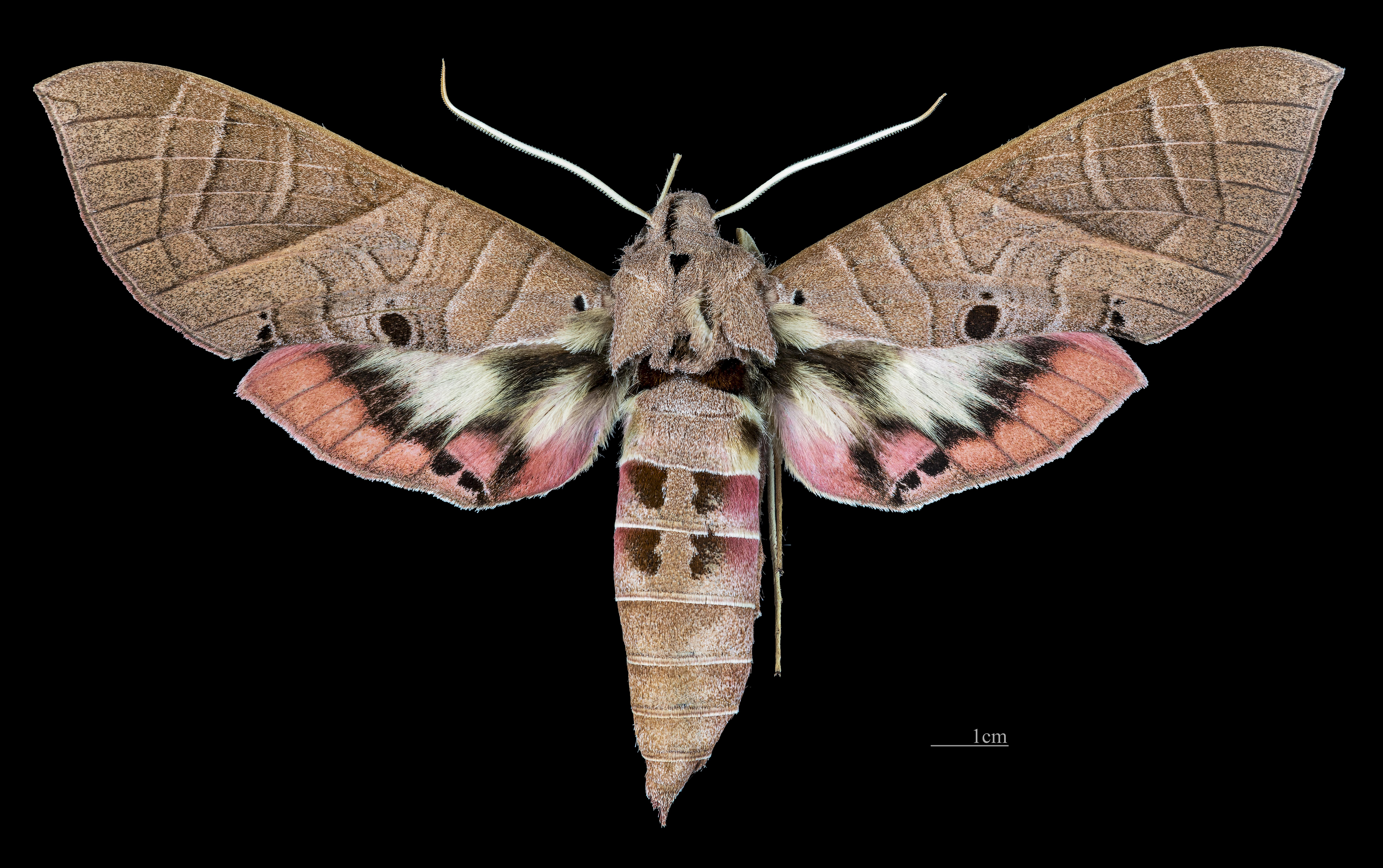
Eumorpha adamsi
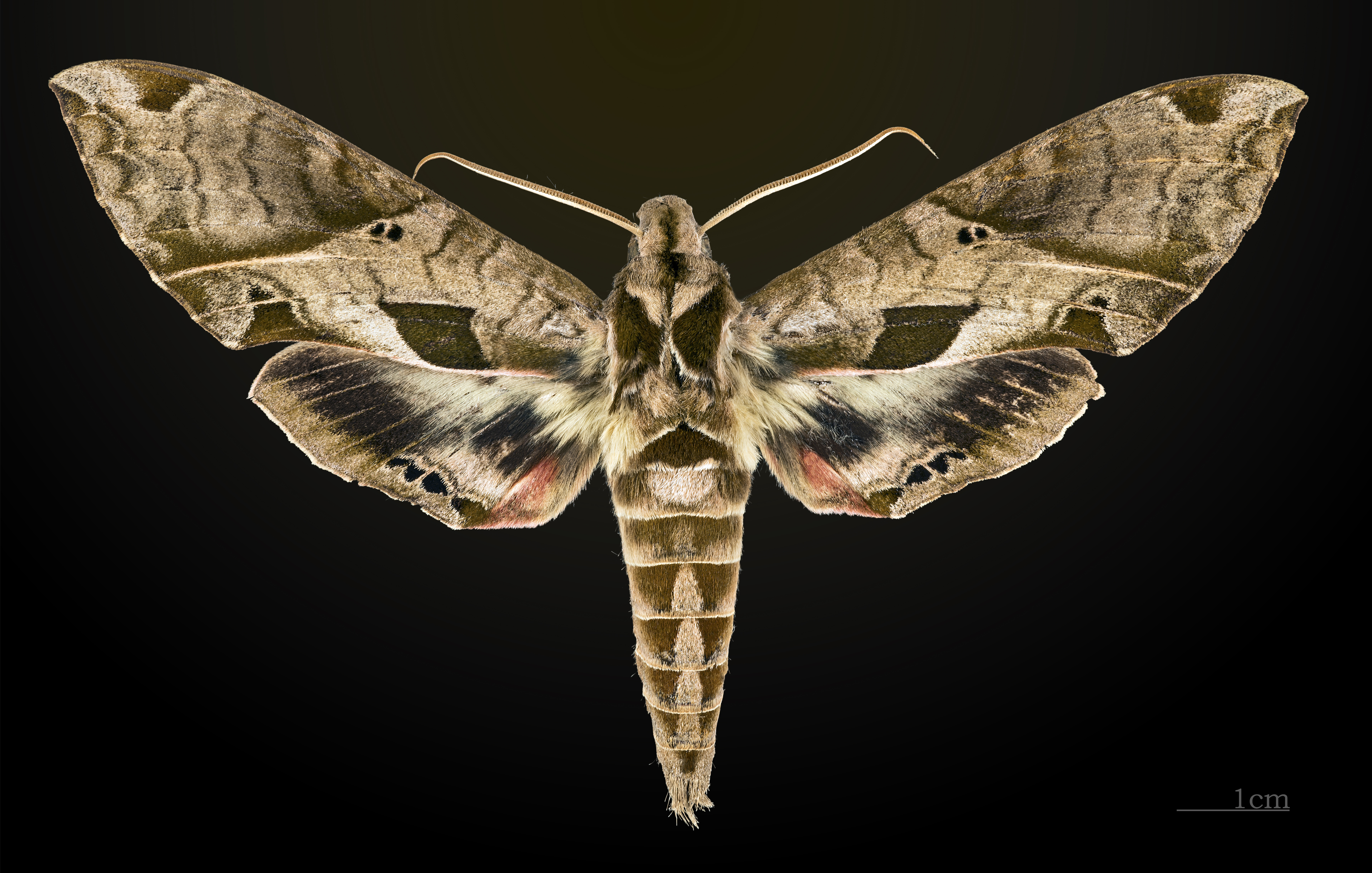
Eumorpha analis
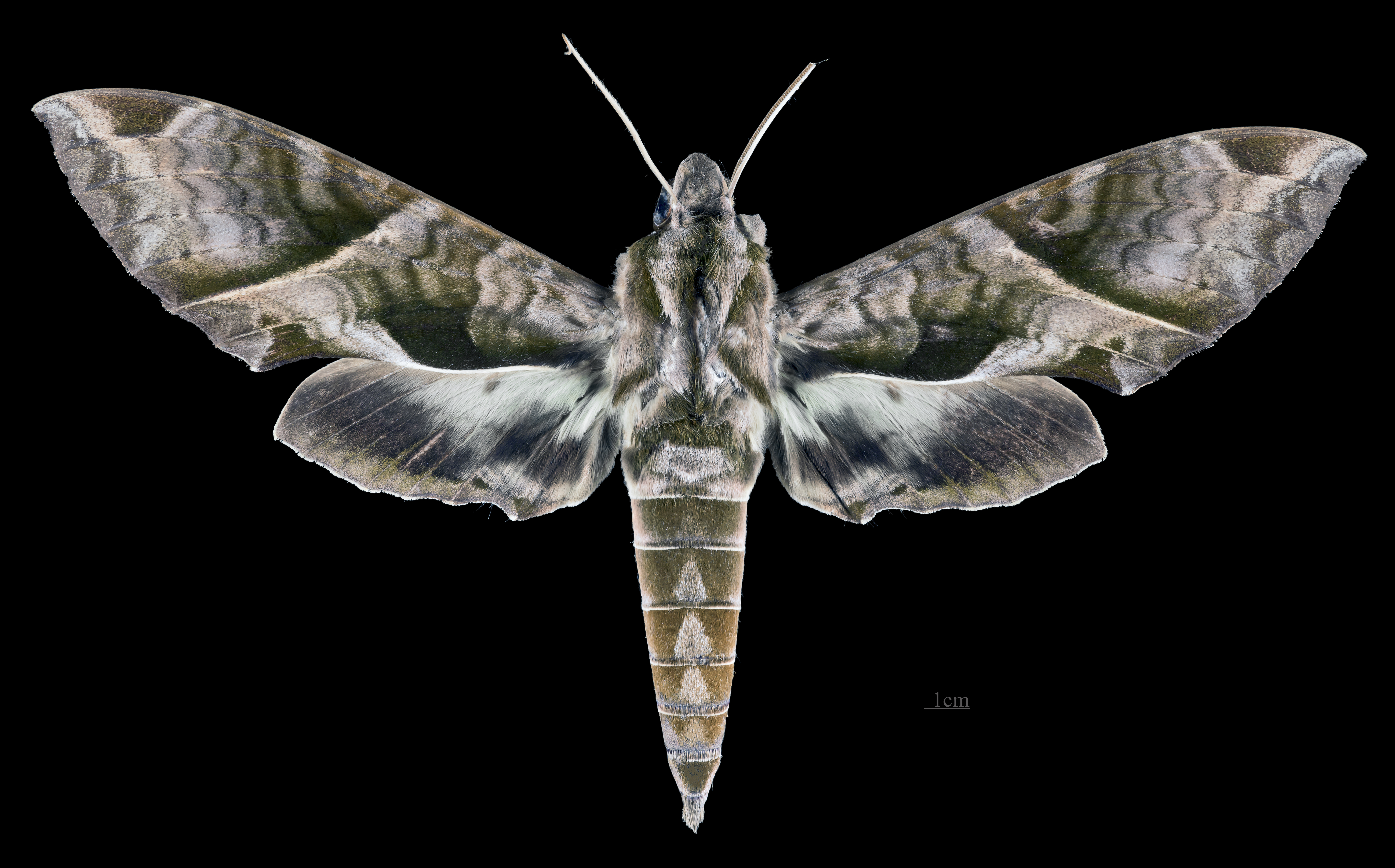
Eumorpha anchemolus
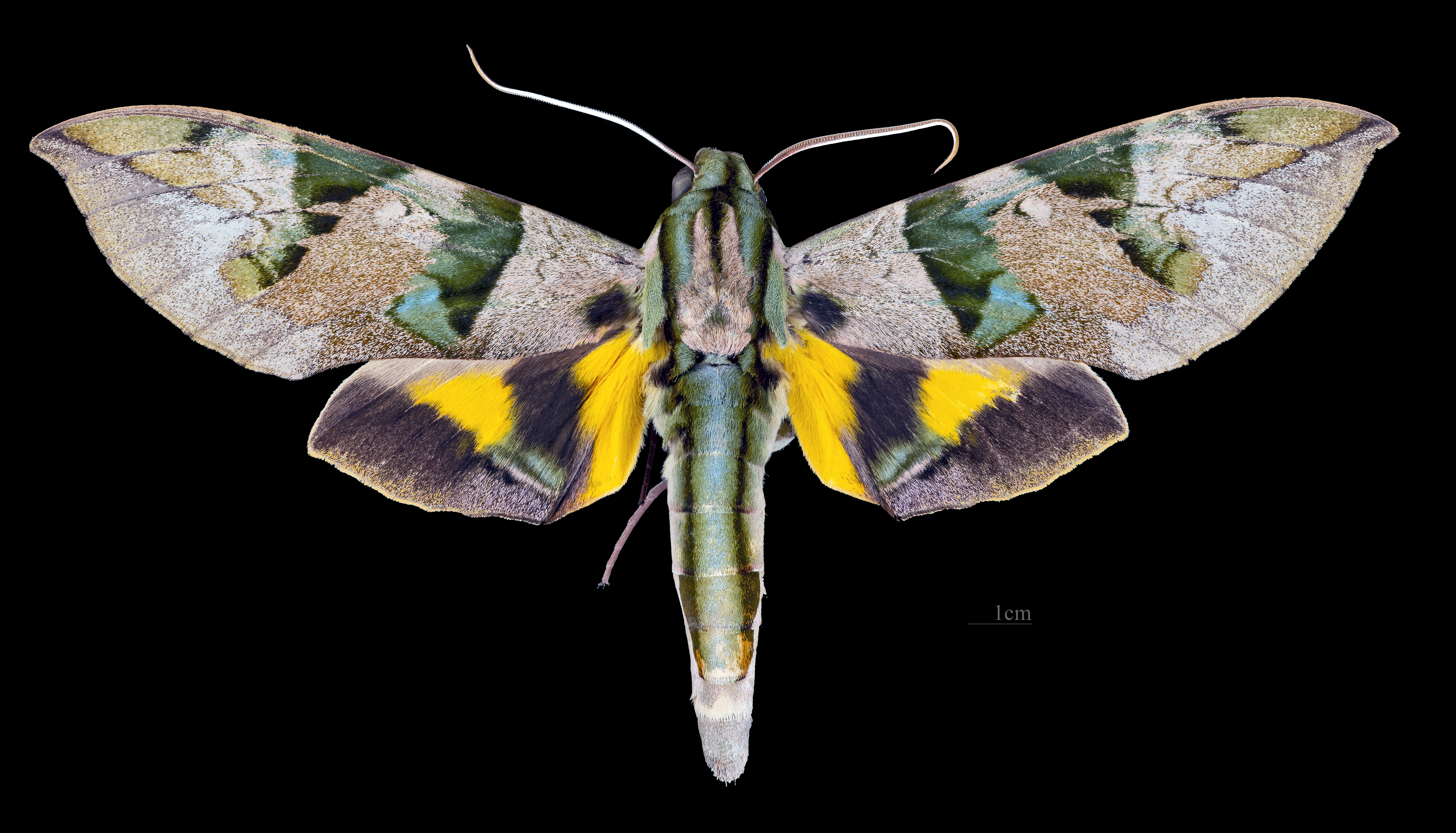
Eumorpha capronnieri
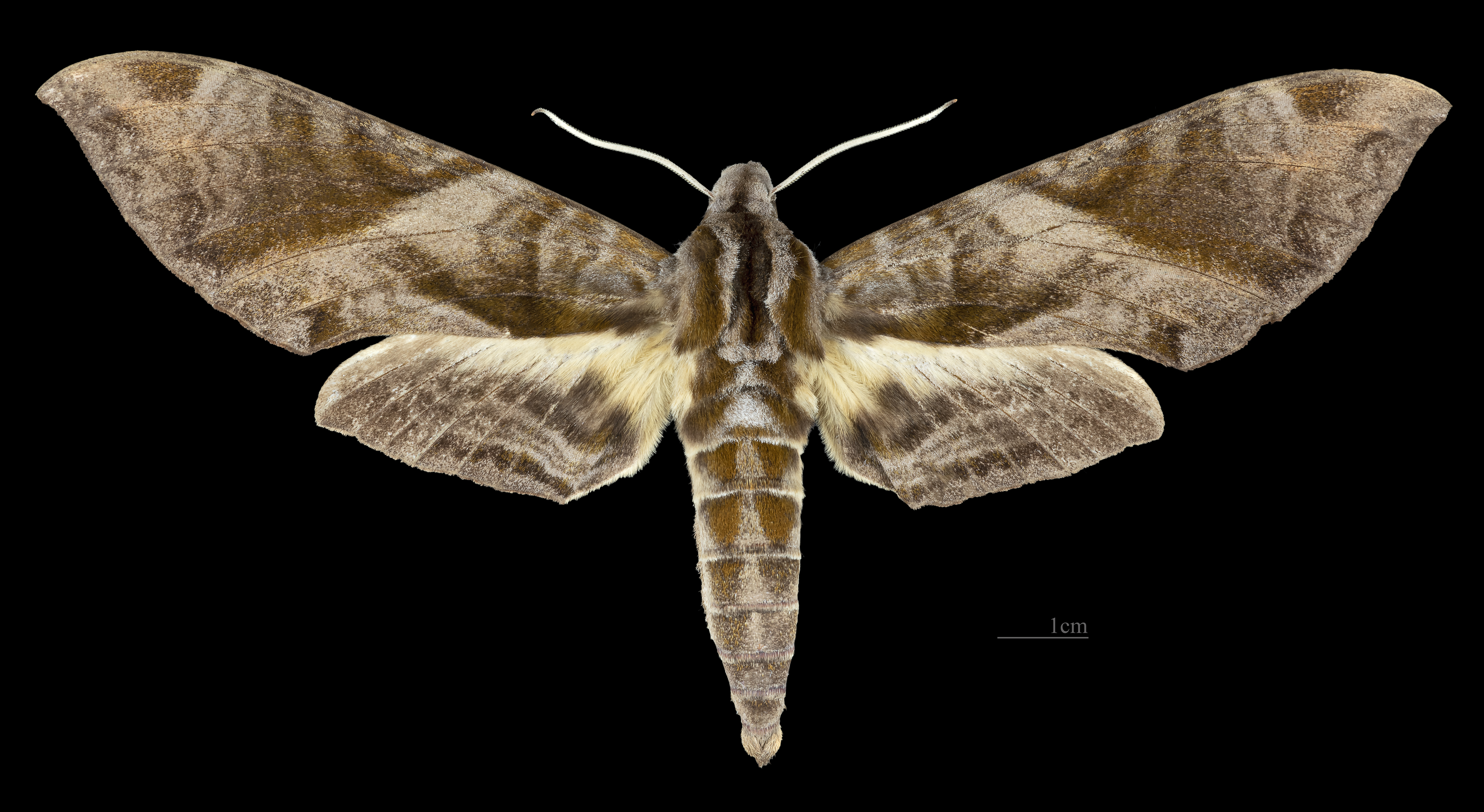
Eumorpha cissi
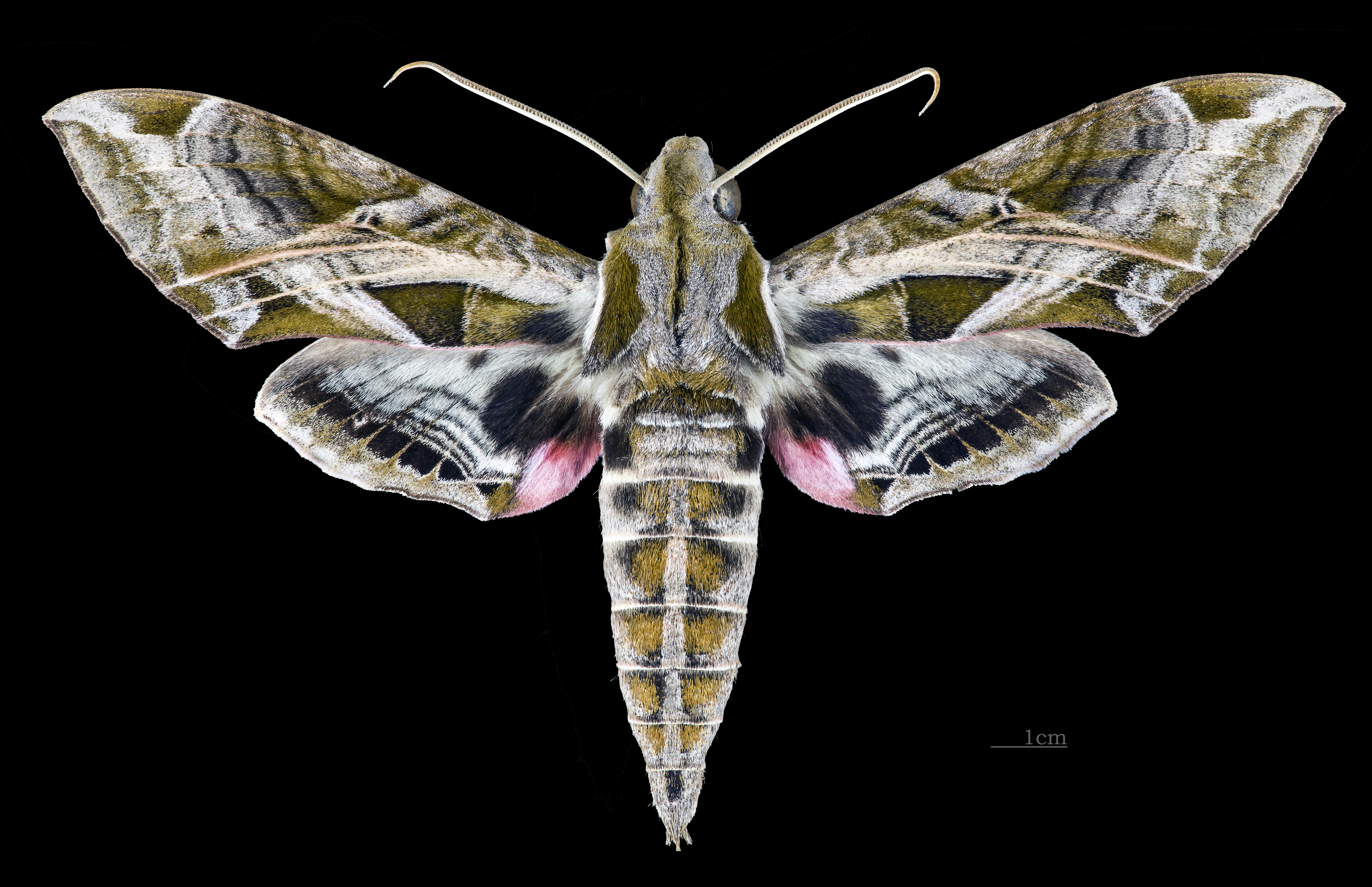
Eumorpha drucei
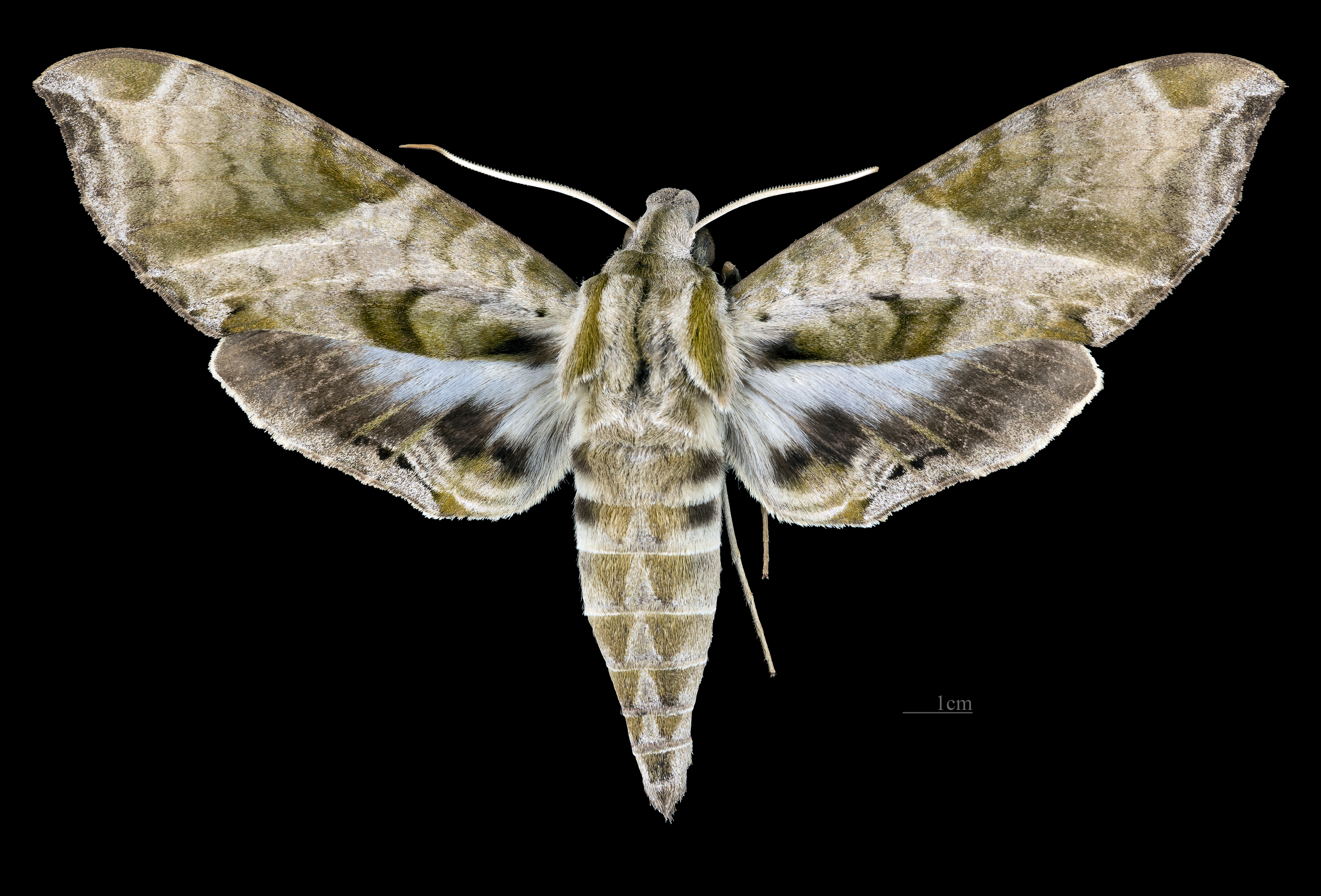
Eumorpha elisa
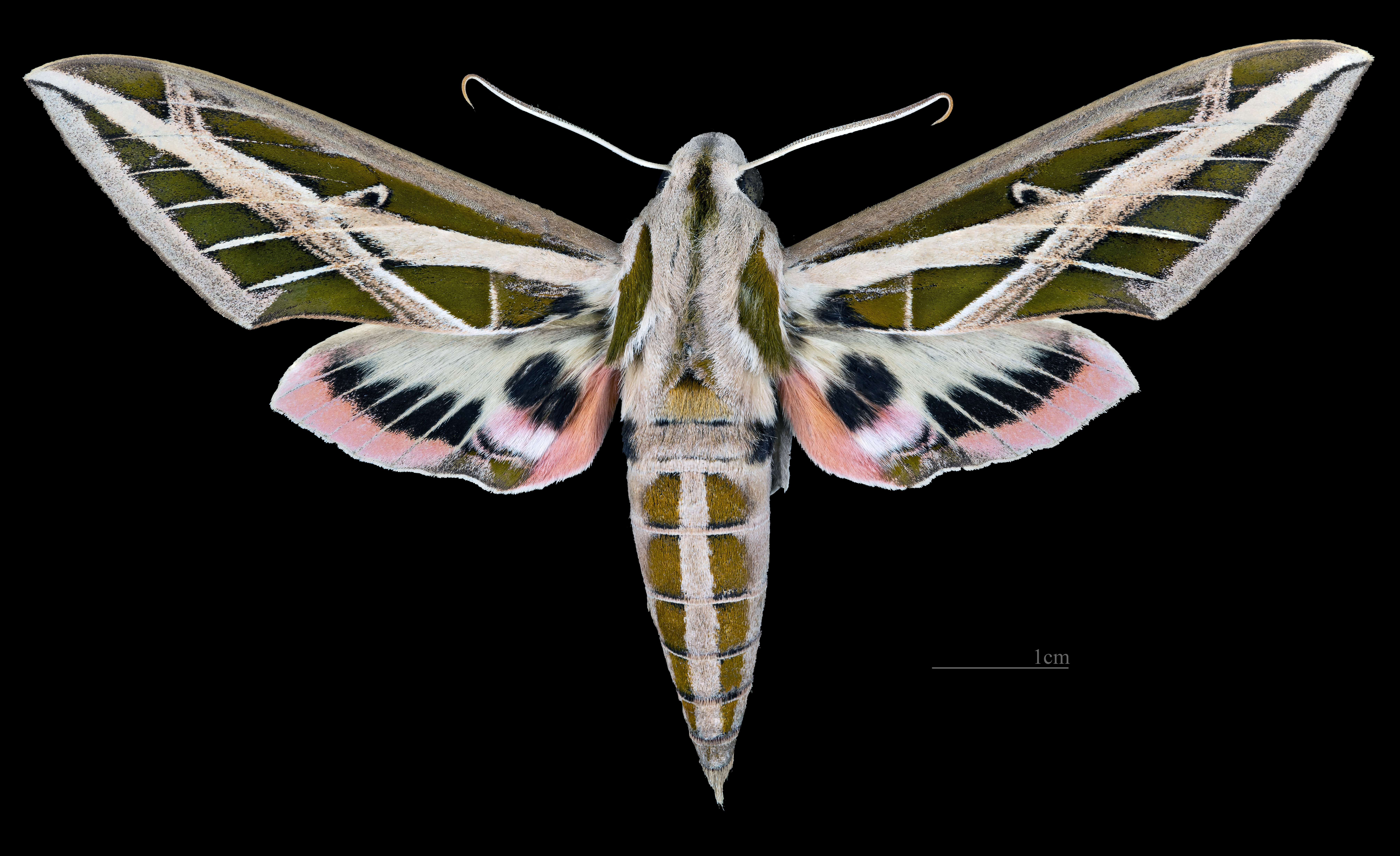
Eumorpha fasciata
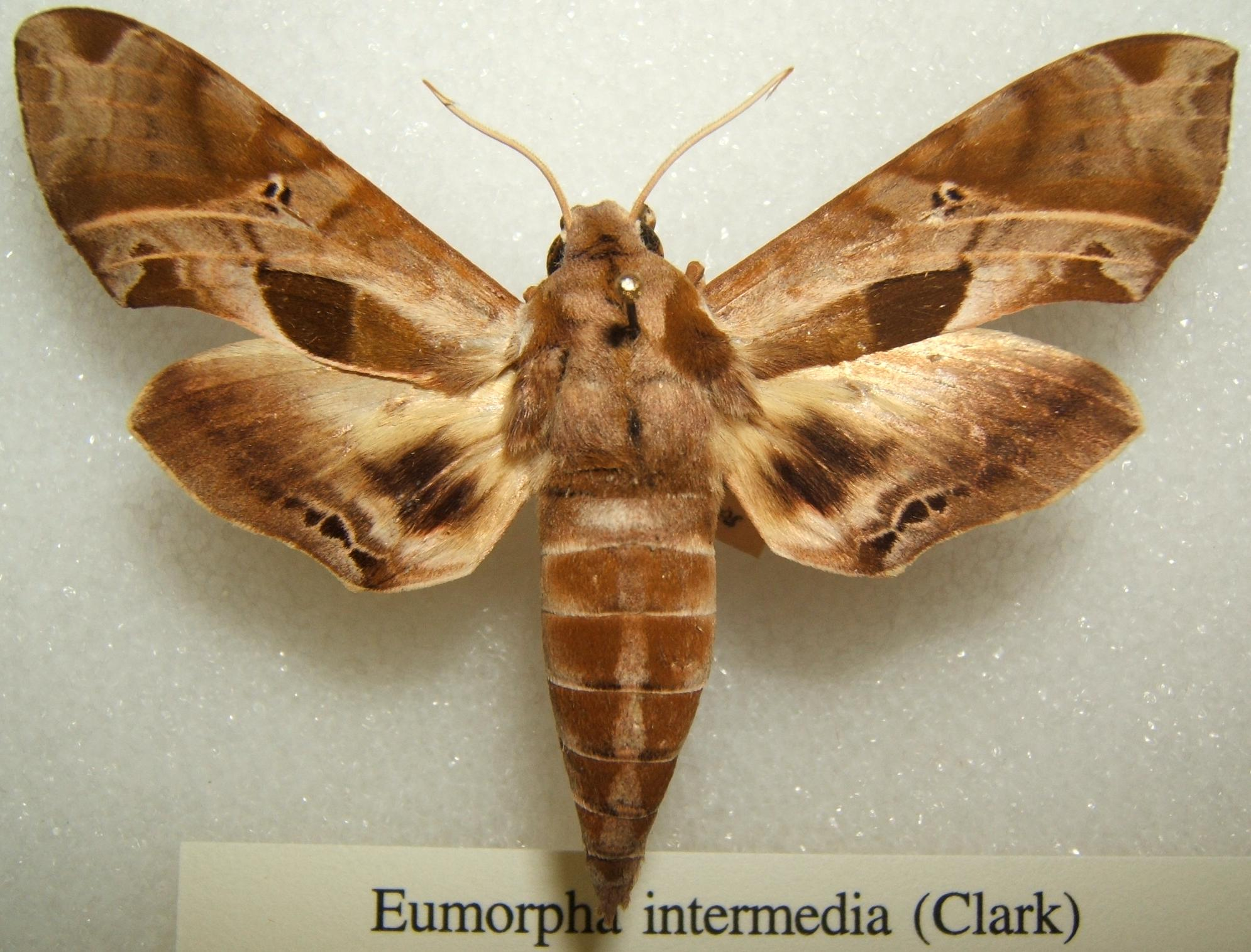
Eumorpha intermedia
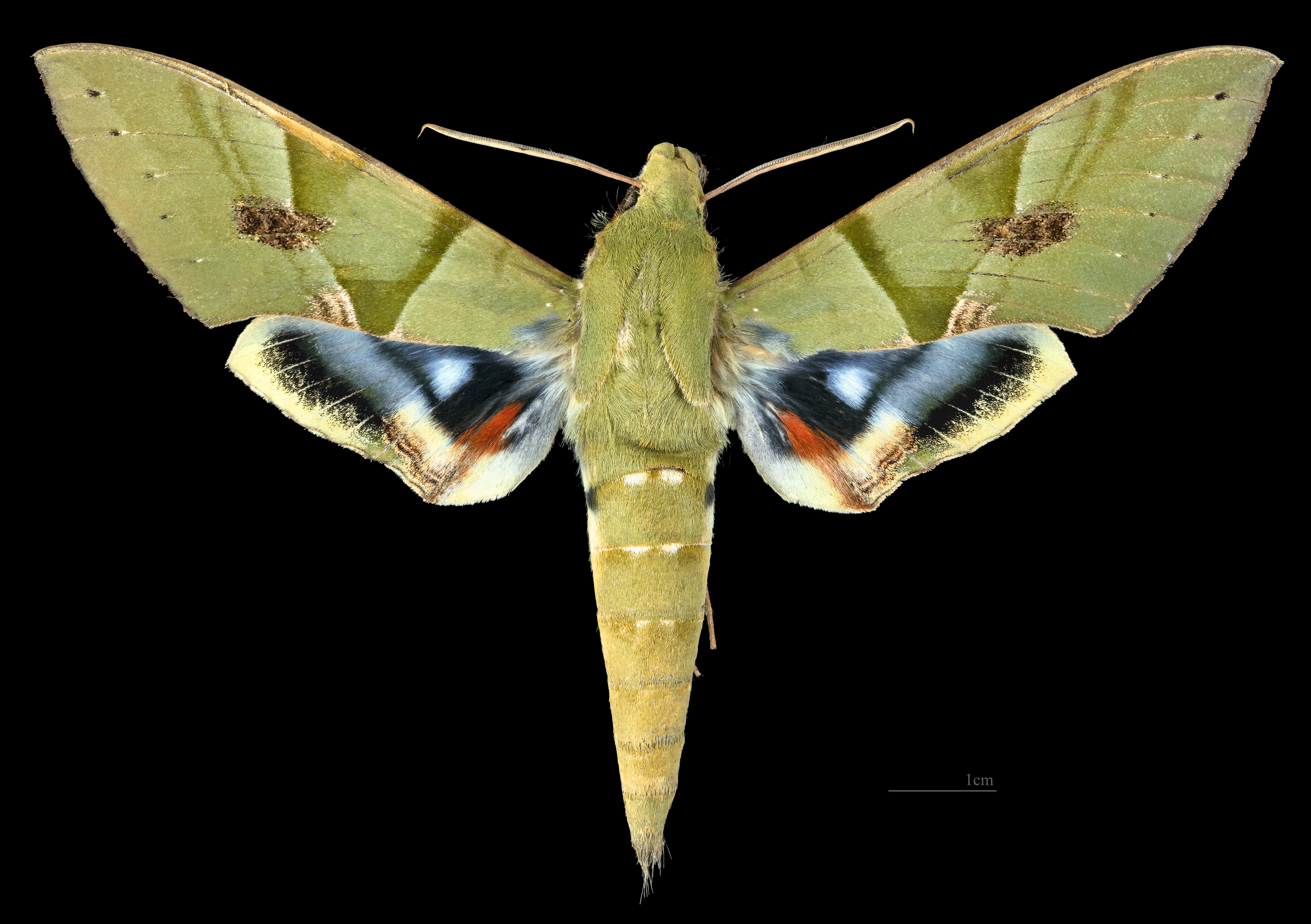
Eumorpha labruscae
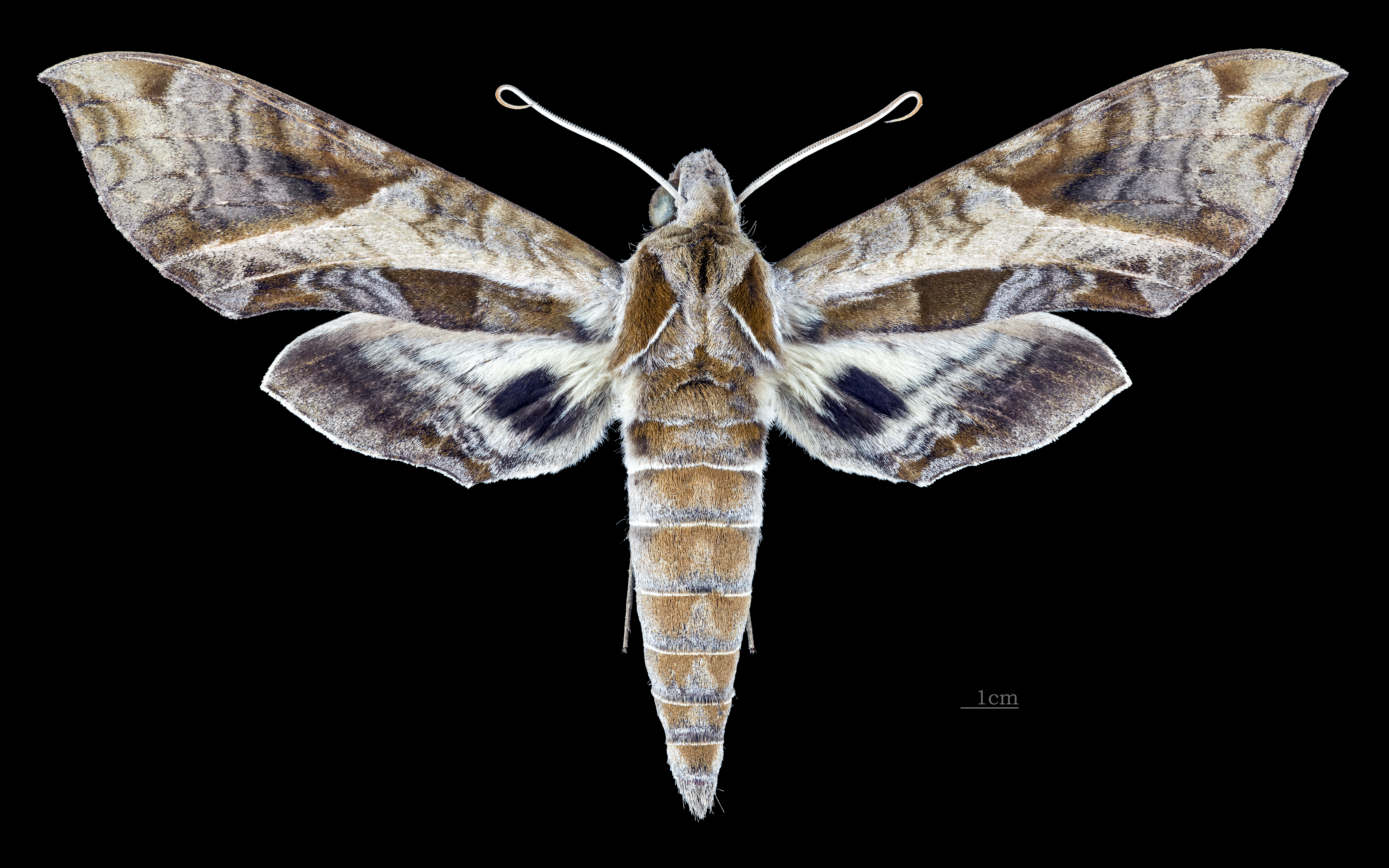
Eumorpha megaeacus
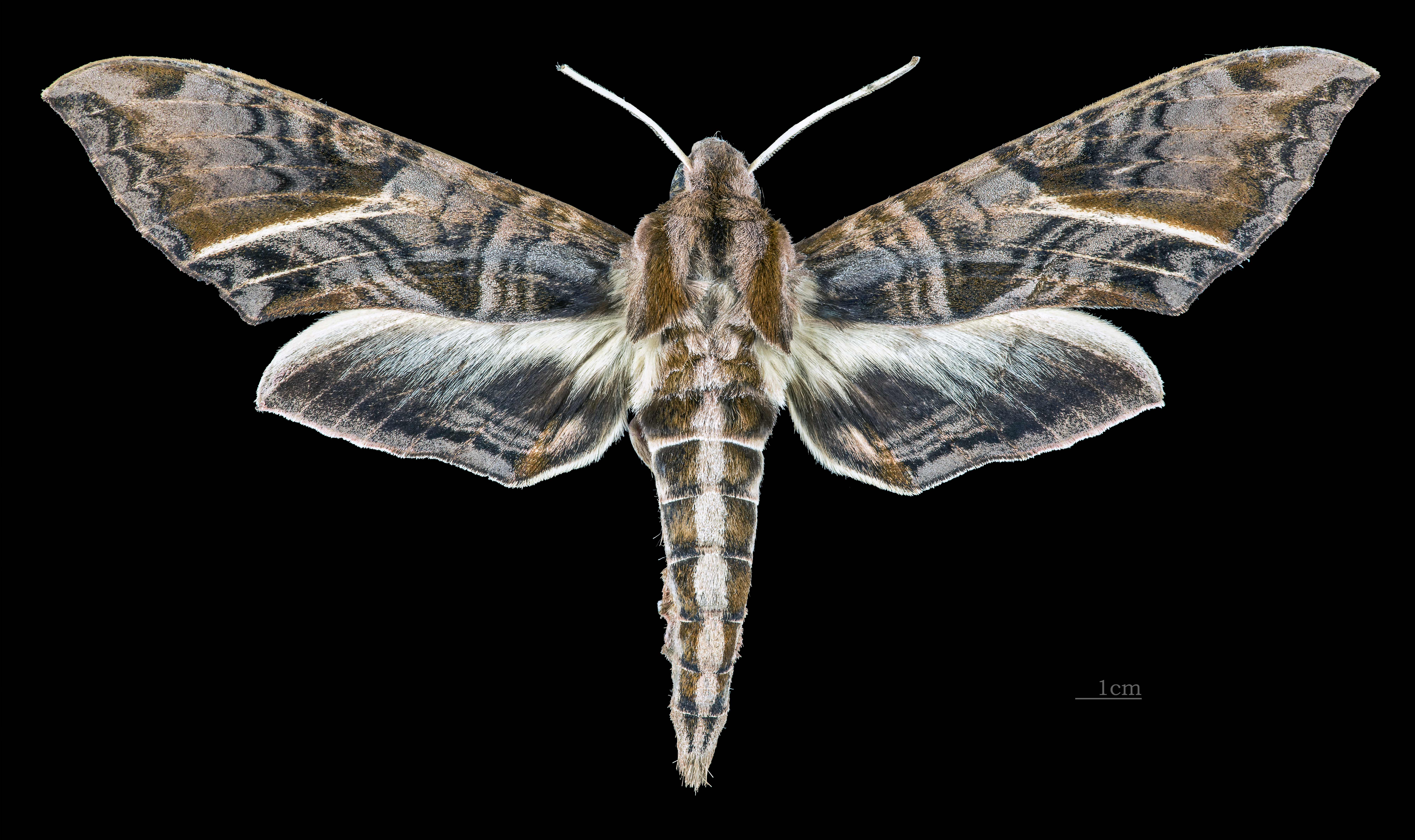
Eumorpha neuburgeri
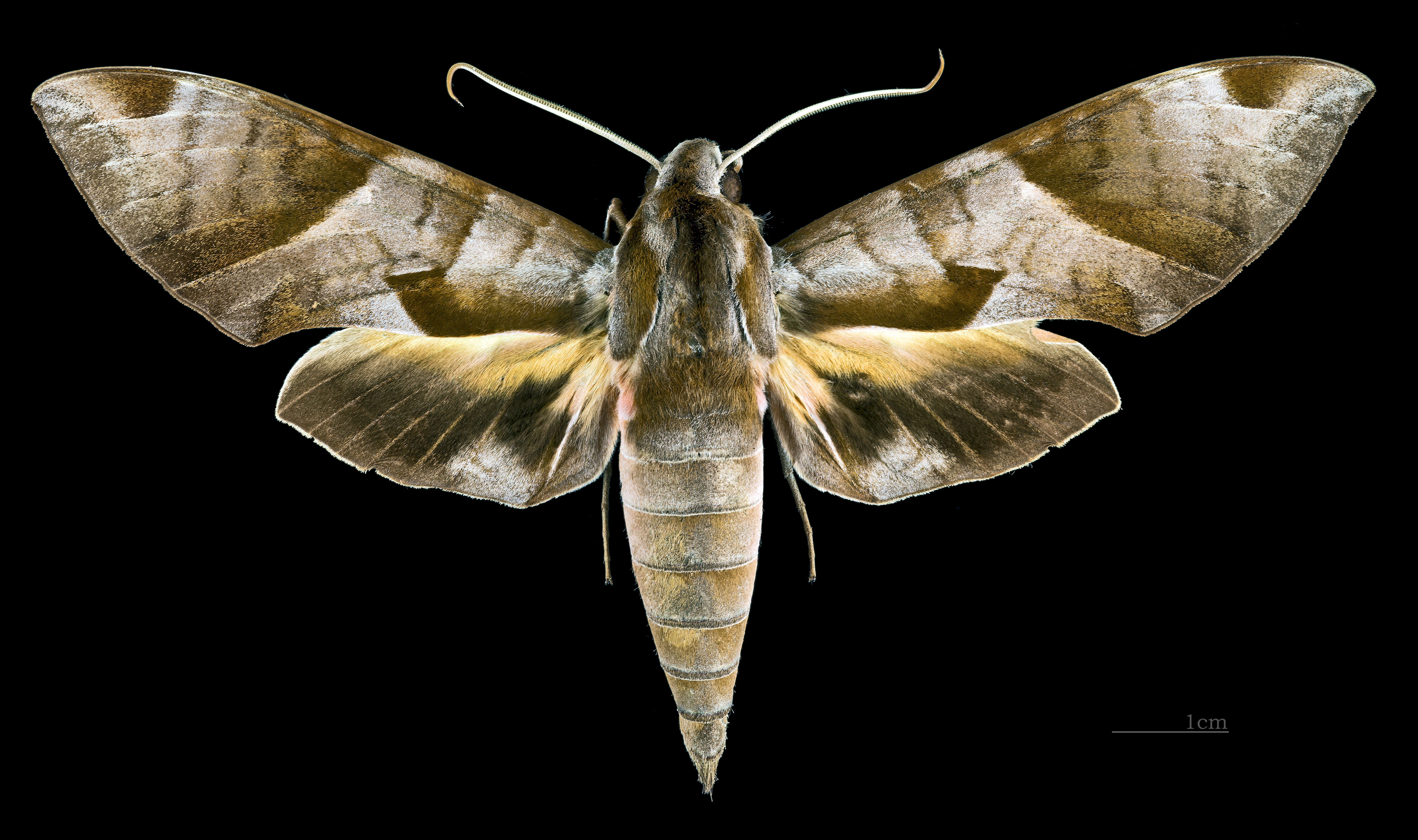
Eumorpha obliquus
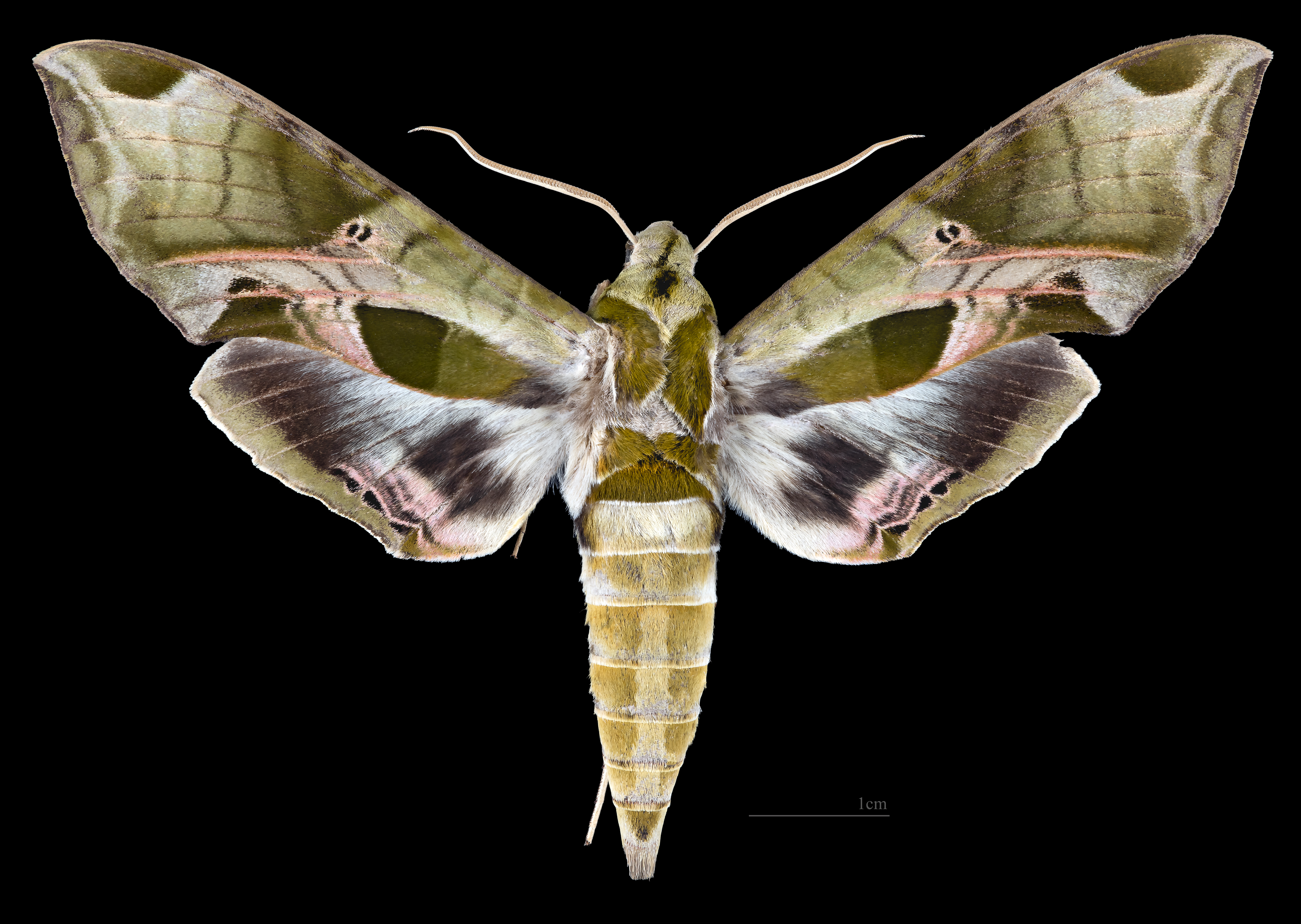
Eumorpha pandorus
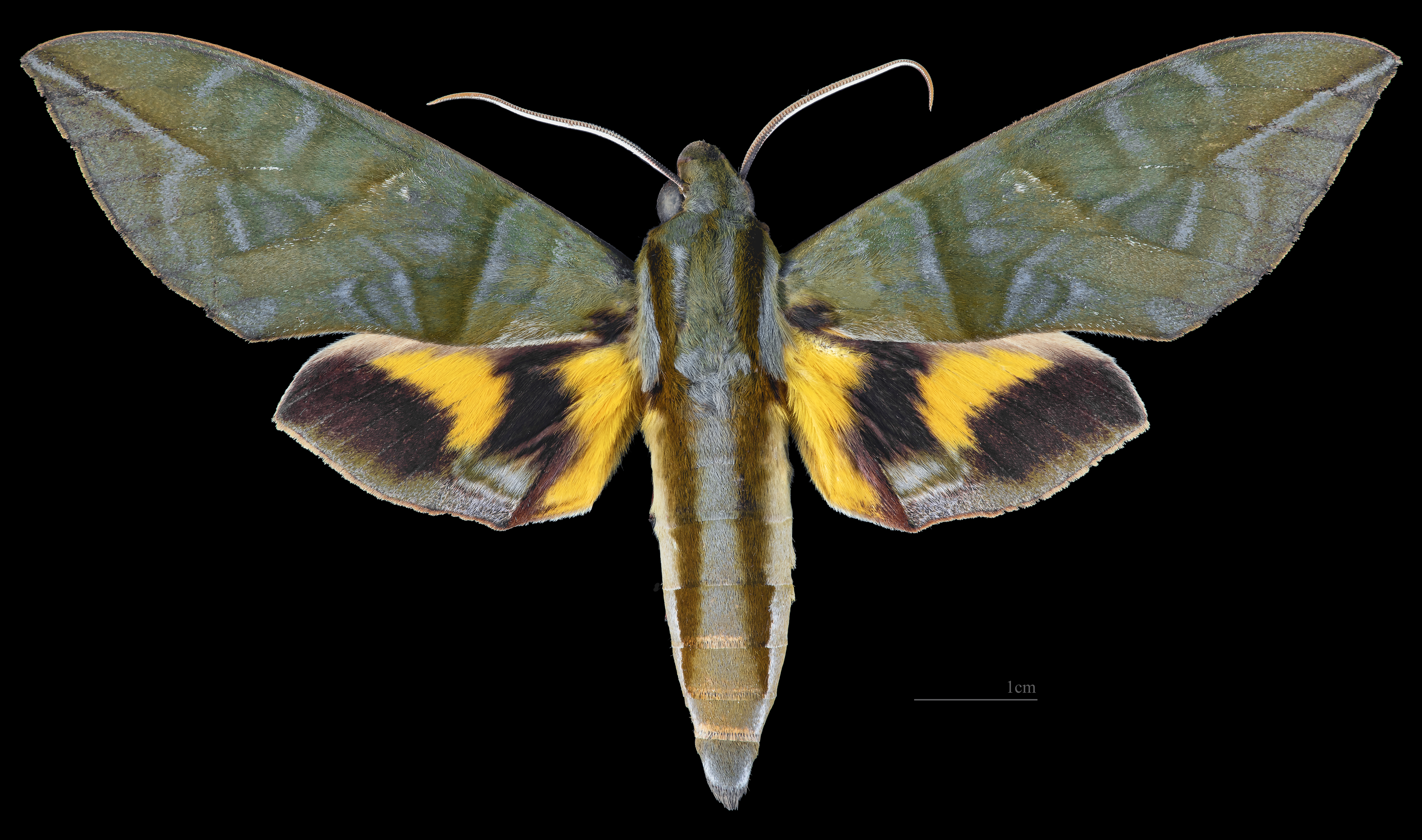
Eumorpha phorbas
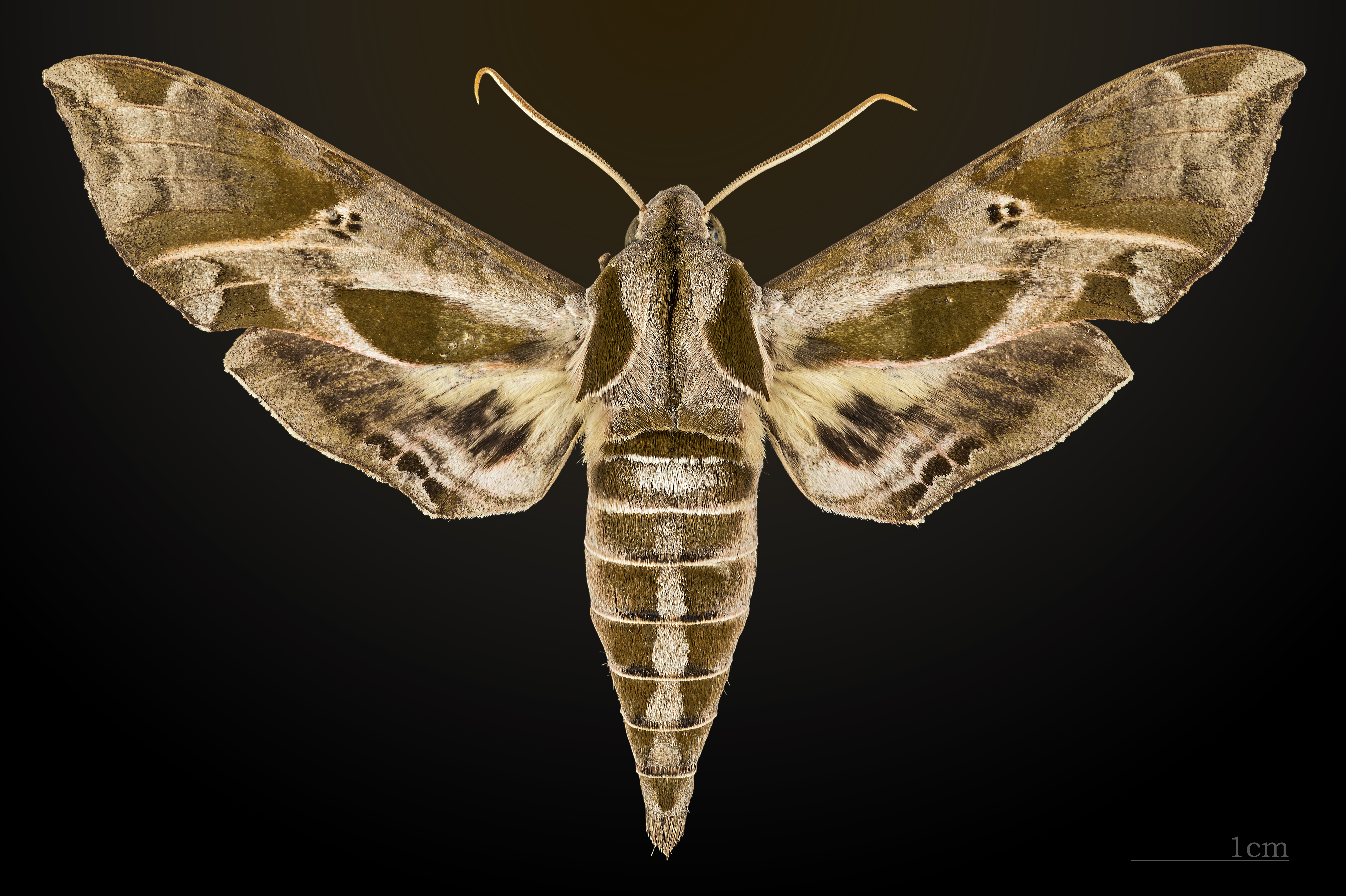
Eumorpha satellitia
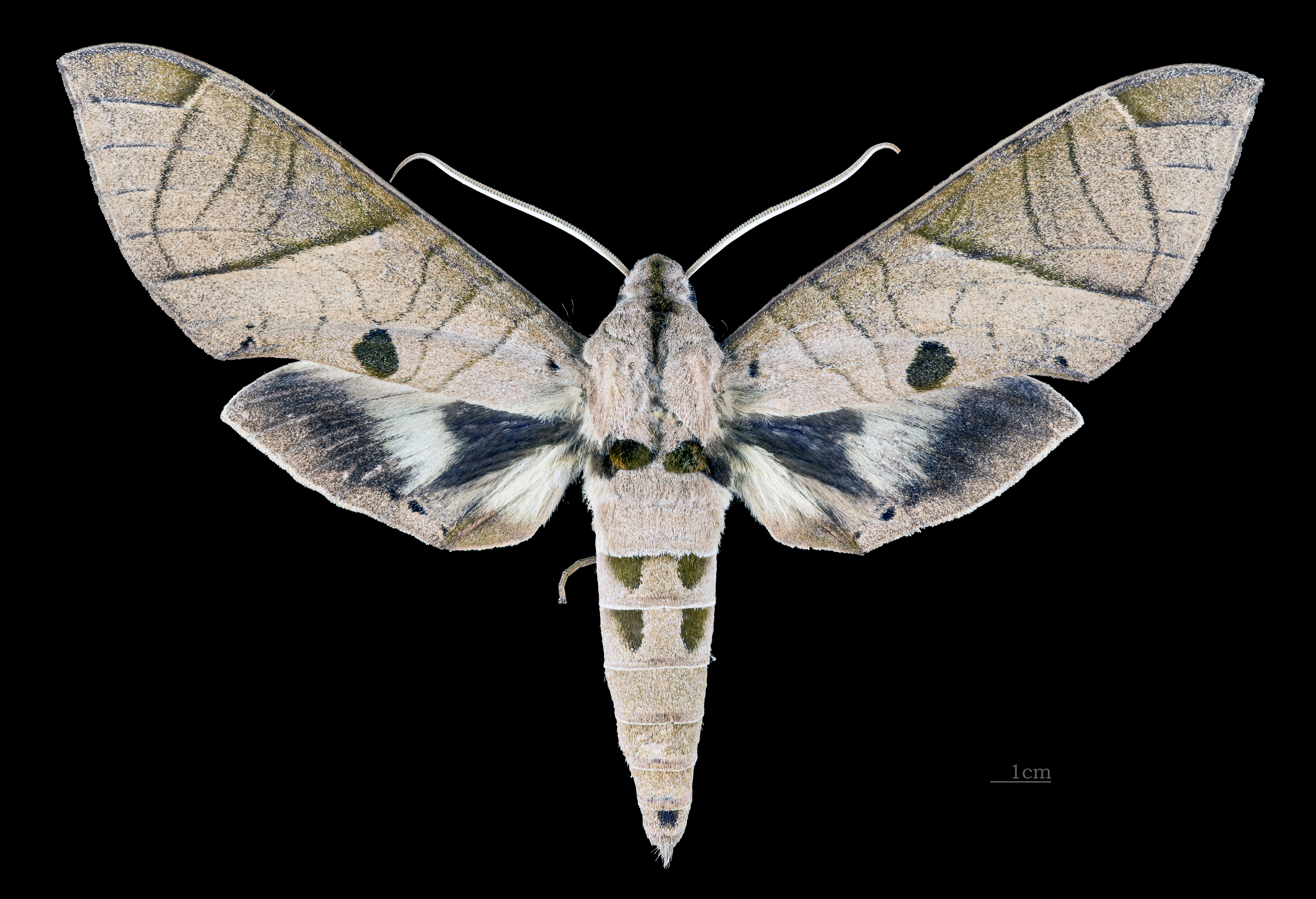
Eumorpha translineatus
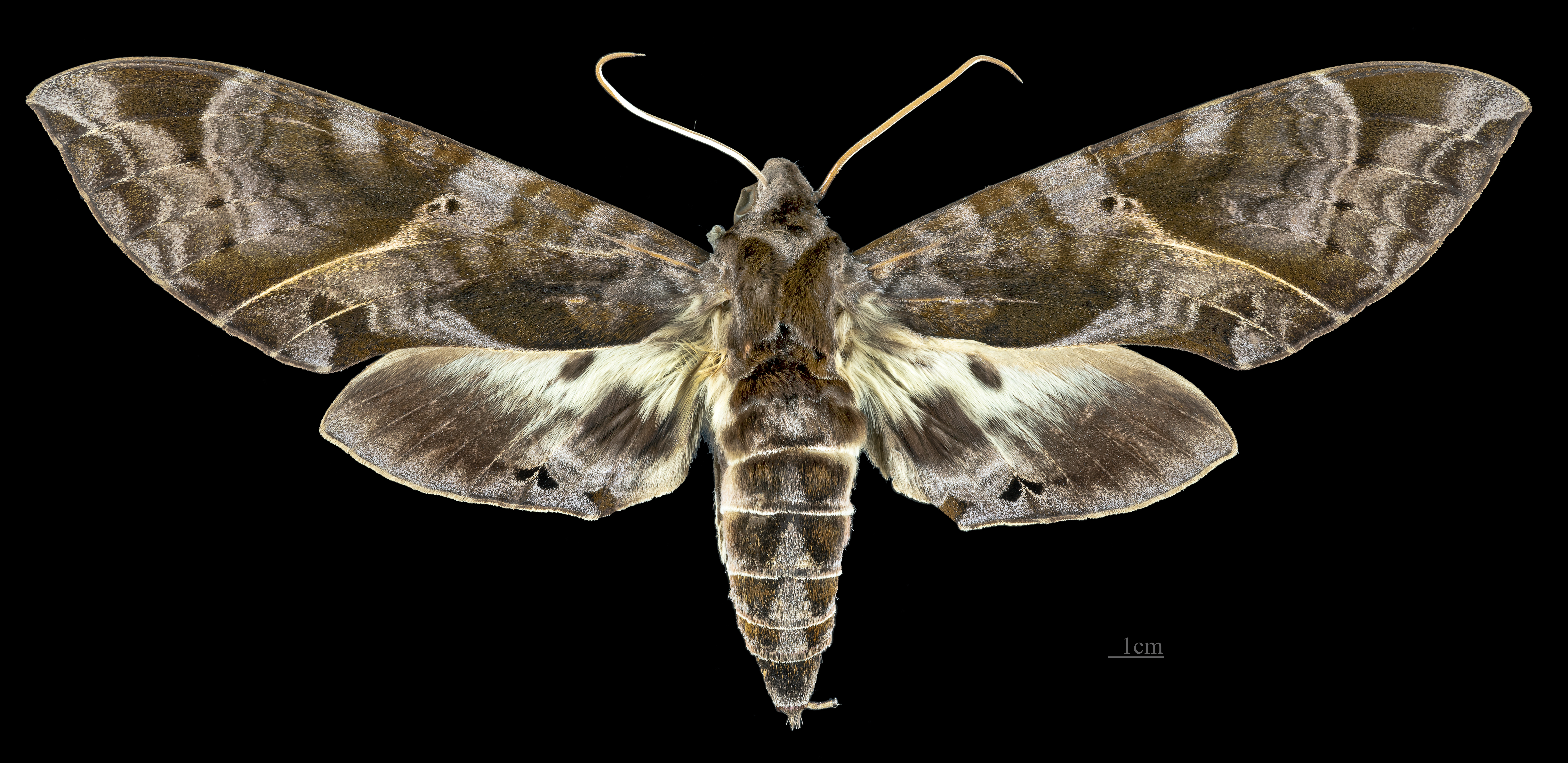
Eumorpha triangulum
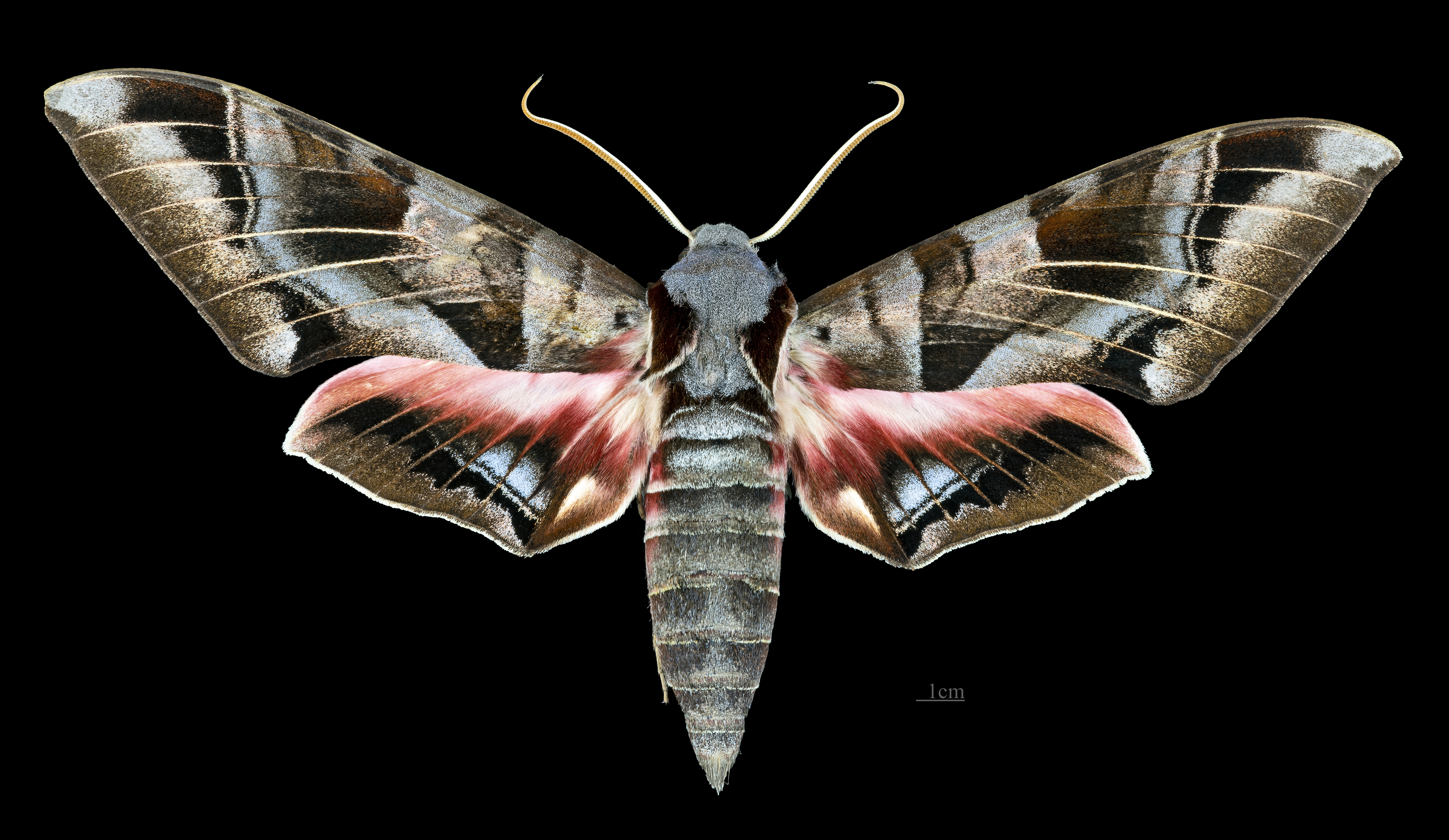
Eumorpha typhon
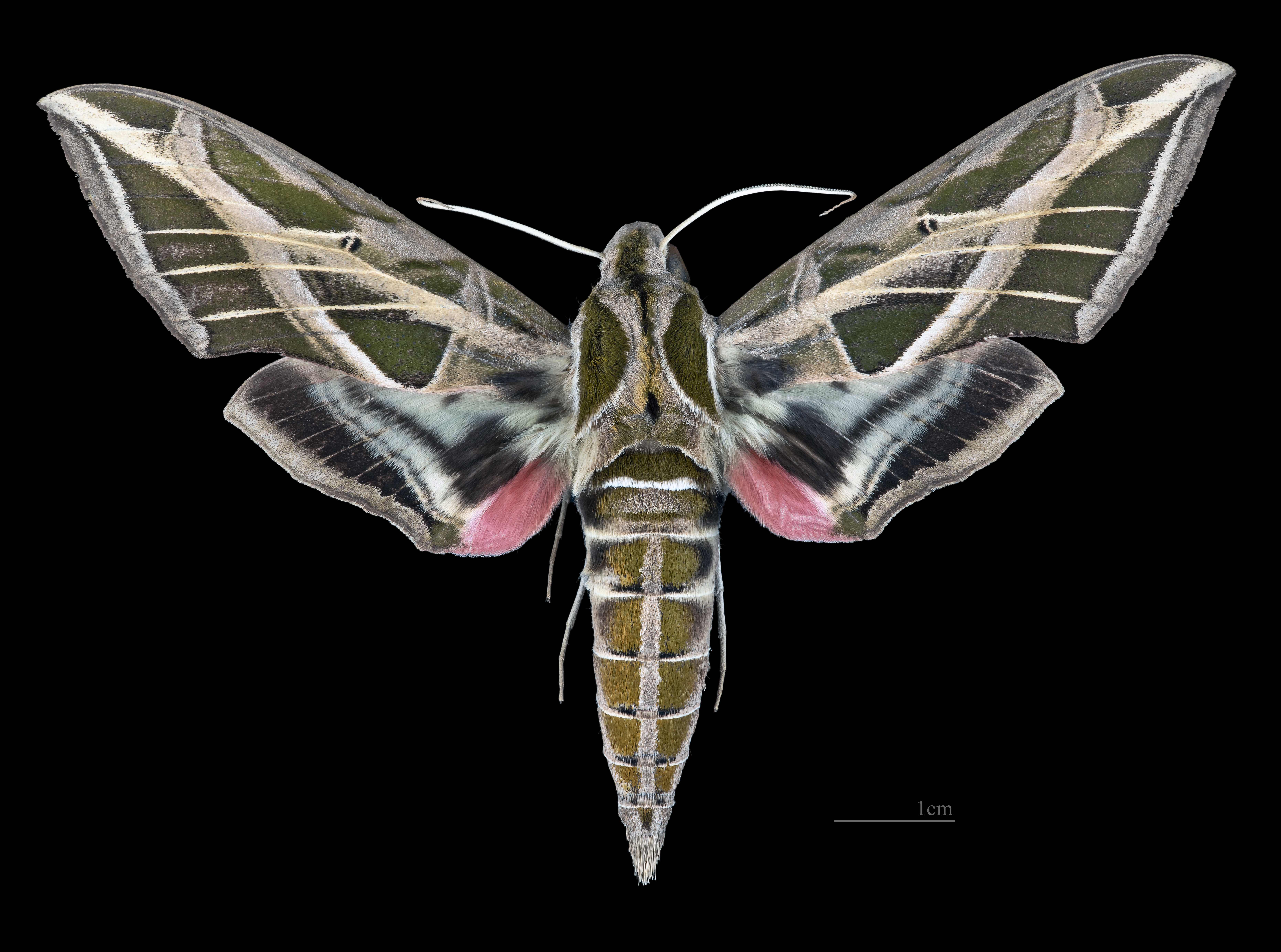
Eumorpha vitis